# سومایلا تاسمبدو
سومایلا تاسمبدو (انگلیسی: Soumaila Tassembedo؛ زادهٔ ۲۷ نوامبر ۱۹۸۳) بازیکن فوتبال اهل بورکینافاسو است.
از باشگاه‌هایی که در آن بازی کرده است می‌توان به باشگاه فوتبال شریف تیراسپول اشاره کرد.
وی همچنین در تیم ملی فوتبال بورکینافاسو بازی کرده است.